# ريفز نيلسون
ريفز نيلسون (بالإنجليزية: Reeves Nelson)‏ مواليد 18 سبتمبر 1991 في موديستو، هو لاعب كرة سلة أمريكي. بدأ مسيرته الاحترافية في سنة 2011. يبلغ طوله 6 قدم 8 بوصة (2.0 م). لعب مع زالغيريس لكرة السلة ولوس أنجلوس ديفيندرز.

## روابط خارجية
- ريفز نيلسون على موقع كرة السلة الأوروبية.كوم (الإنجليزية)
- ريفز نيلسون على موقع كلية كرة السلة في سبورتس رفرنس.كوم (الإنجليزية)
- ريفز نيلسون على موقع ريلجم (الإنجليزية)
- ريفز نيلسون على موقع بروبوليرز (الإنجليزية)
- ريفز نيلسون على موقع سبورتس رفرنس (الإنجليزية)
- ريفز نيلسون على موقع سبورتس رفرنس (الإنجليزية)